# Kavallerie-Schützen-Kommando
Ein Kavallerie-Schützen-Kommando fasste im Ersten Weltkrieg abgesessene Kavallerie-Regimenter bzw. Kavallerie-Schützen-Regimenter zusammen. Drei Kommandos bildeten dabei eine Kavallerie-Schützen-Division. Ein Kavallerie-Schützen-Kommando entsprach mit seiner Stärke und Feuerkraft in etwa einem Infanterie-Regiment.